# Государственная плановая комиссия

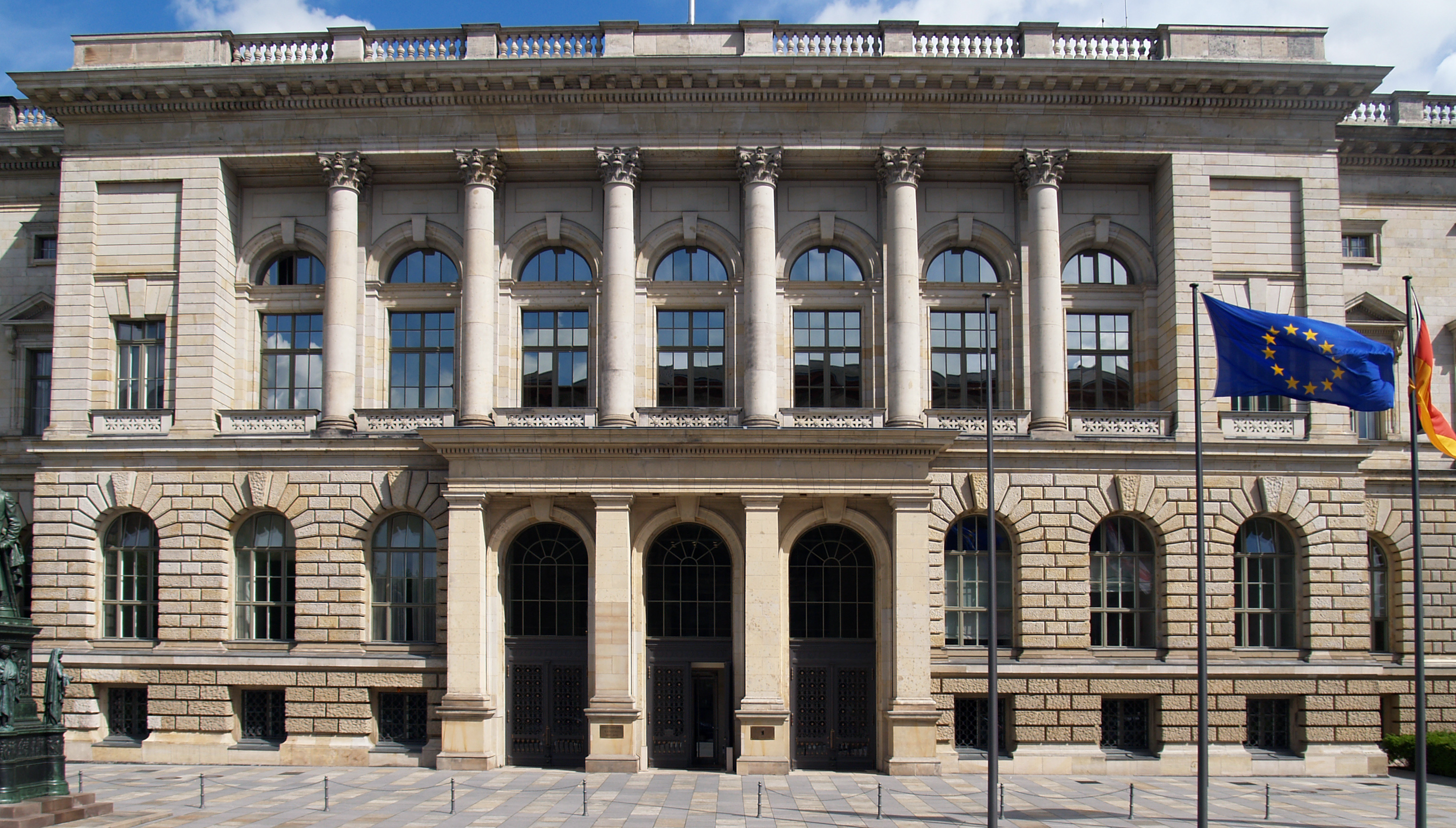
Здание прусского ландтага в Берлине на Лейпцигской улице, где в 1961—1990 годах размещалась Государственная плановая комиссия

Государственная плановая комиссия (нем. Staatliche Plankommission, сокр. SPK) — центральный орган Совета министров ГДР по вопросам планирования, координирования и пропорционального развития всех отраслей экономики, народного образования и других областей общественной жизни в округах и по решению важнейших народнохозяйственных задач. Государственная плановая комиссия рассматривала и принимала решения по принципиальным вопросам, касающимся перспектив развития в области экономики и техники в сотрудничестве с Научно-исследовательским советом и научными учреждениями. В плановом хозяйстве ГДР Государственная плановая комиссия отвечала за координацию, разработку, выполнение и контроль среднесрочного перспективного планирования (пятилетних планов) и вытекающих из них годовых планов.

## Организация и полномочия
Государственная плановая комиссия была создана в соответствии с постановлением Народной палаты ГДР от 6 июля 1961 года. Центральная плановая комиссия размещалась в Совете министров в Берлине, с 1961 года — в бывшем здании прусского ландтага. Ей подчинялись окружные плановые комиссии, функционировавшие при окружных советах и районные плановые комиссии при районных советах. Народные предприятия и сельскохозяйственные производственные кооперативы подавали свои планы на утверждение компетентных плановых комиссий. О выполнении утверждённых планов регулярно составлялись отчёты, содержавшие многочисленные плановые показатели. Контроль выполнения плана осуществлялся на всех уровнях партийными органами СЕПГ, имевшими директивные полномочия в отношении руководителей государственных предприятий.
Утверждаемый Народной палатой ГДР годовой план развития народного хозяйства имел силу закона. Нарушения плановой дисциплины со стороны предприятий влекли за собой санкции в виде денежных штрафов, налагавшихся государственными арбитражными судами, а для руководства предприятий — снятием с должности и уголовным преследованием, а для состоявших в партии — ещё и партийным расследованием, заканчивавшимся в худшем случае исключением из партии и лишением любых дальнейших карьерных возможностей.
На межгосударственном уровне Государственная плановая комиссия координировала планы ГДР со странами СЭВ, с этой целью в рамках социалистической экономической интеграции заключались правительственные соглашения.
После смены политического курса в ГДР в январе 1990 года Государственная плановая комиссия была ликвидирована.

## Председатели
Председатели Государственной плановой комиссии имели ранг министра, члена Совета министров ГДР, являлись членами ЦК СЕПГ и в большинстве случаев членами или кандидатами в члены Политбюро ЦК СЕПГ.
- 1950—1952 — Генрих Рау
- 1952—1961 — Бруно Лейшнер
- 1961—1963 — Карл Мевис
- 1963—1965 — Эрих Апель
- 1965—1989 — Герхард Шюрер